# Adam Sroka
Adam Wojciech Sroka (ur. 11 stycznia 1931 w Krakowie, zm. 8 grudnia 2013) – polski ksiądz katolicki, honorowy kapelan Wojska Polskiego, organizator nowej parafii oraz budowy kościoła Najświętszej Maryi Panny Matki Kościoła na Białym Prądniku w Krakowie.

## Życiorys
W 1948 został wcielony w szeregi paramilitarnej organizacji Służba Polsce. Za służbę w której otrzymał odznaczenia za wzorowe sprawowanie. Po uzyskaniu świadectwa dojrzałości w 1951 został przyjęty do Wyższego Seminarium Duchownego w Krakowie. W następnym roku jako kleryk podpisał zobowiązanie współpracy z Urzędem Bezpieczeństwa. Święcenia kapłańskie przyjął 30 czerwca 1957. Jako tajny współpracownik (we współpracy trwającej 37 lat) używał pseudonimów Luis i Jacek, prowadzony przez kapitana Stanisława Piskorza brał udział m.in. w rozpracowaniu księdza Józefa Gorzelanego. Z polecenia wydanego mu w 1970 a związanego z organizacją nowej parafii i budowy kościoła wywiązał się bardzo dobrze. Bardzo dobrze wywiązał się także z pracy wśród wojskowych co zostało docenione nadaniem mu godności kapelana honorowego w stopniu majora. Od 1983 do 2006 był proboszczem założonej przez siebie parafii Najświętszej Maryi Panny Matki Kościoła. W czerwcu 2006 przeszedł na emeryturę.
Zmarł 8 grudnia 2013 i został pochowany w krypcie kościoła Najświętszej Maryi Panny Matki Kościoła na Białym Prądniku 13 grudnia 2013.

## Ordery i odznaczenia
- Krzyż Kawalerski Orderu Odrodzenia Polski (5 lipca 2001, za wybitne zasługi w działalności społecznej i charytatywnej na rzecz środowisk kombatanckich)[7]